# 卢志英
卢志英（1905年11月8日—1948年12月27日），原名卢子江，又名卢涛，山东昌邑县望仙埠村(现属峡山区太保庄街道)人，中国共产党情报官。

## 生平
父亲卢魁山(卢金冠)，在村里教书塾兼做郎中。卢志英7岁随父亲读书。1920年考入昌邑县乙种蚕桑实业学校，后家贫辍学。1923年，随一个旧军人到东北去当兵，考入绥宁镇守使署军官讲习所受训。1924年提前毕业，分配到东北陆军第三混成旅二营二连当司务长。1925年脱离奉军，到郑州、洛阳，结识了王乐平和续范亭，经他们介绍进入洛阳陆军训练处任队长，与共产党员南汉宸、赵惠尘、姚继民和刘仲华相识，接受了革命思想。1925年由刘仲华、姚继民介绍入党。1926年7月，奉命去甘肃开展军运工作，打入国民军第六混成旅任上尉参谋。1927年任国民军骑兵第三师第八旅十六团二营营长，又调任第三师参谋主任，他率领一营骑兵起义，弹尽粮绝，左腿负伤突出重围。
1927年四一二事件后，奉组织指示，化名卢涛，到陕西关中一带从事军运工作，公开身份是蒲城县保安总队长兼承审员。1928年春在驻军侯保杰部策动士兵起义失败被捕，在被枪决前被营救越狱。1928年化名卢涛，以中国大学法律系旁听生的身份为掩护，与项与年一起奉命在北平组织平、津一带的学生运动。1929年夏到天津入顺直省委举办的白区党的干部训练班学习，学习结束后返北平工作。1930年调入上海的中共中央军事部做情报工作。1930年冬被派去西安在杨虎城部从事兵运工作，经南汉宸介绍任西安绥靖公署少校参谋兼教导队长。1932年11月化名卢宗江，接替王世英任南京市委书记，做情报工作和上层统战工作，1933年冬因争取国民党中央委员王昆仑等人走漏风声而被捕入狱，但未暴露真实身份，1934年初后经党组织营救获释。1934年3月化名“卢育生”，被派往江西德安，在赣北第四行政督察专员兼赣北第四区保安司令莫雄部任上校参谋主任兼清乡委员长，领导贾绍谊、项与年、刘哑佛（鲁迅名篇《纪念刘和珍君》中的刘和珍的哥哥）等人组成的情报网。丘吉夫与张育民在南昌开设诊所，设立秘密交通站。辖区包括了反共大本营的庐山与南昌行营。参与获取对中央苏区第五次围剿后期的“铁桶”计划，1934年10月初由会讲客家话的福建连城人项与年假扮成乞丐混入中央苏区把围剿计划呈报给周恩来。1956年7月29日，王世英为莫雄事致信中央统战部说：“……1934年，他担任了江西德安专员兼保安司令，我们利用他派了一批同志到他那里担任参谋处办事员、科员等联络工作，有项（与年）、卢（志英）、丘（吉夫）、刘（哑佛）等，一些下面同志名字记不清了，……。为此，在他掩护下作了许多准备工作，如九江、南昌建立了据点，设立了商号，在德安即以他的专员公署为据点。”“总之，在江西这一阶段，莫对我们的帮助很大。……在当时的环境下，能不顾生死，不避危险，这样帮助党确实是很少的，故应予特别照顾。”1956年8月8日，李克农为莫雄事写给广东省委第一书记陶铸的信中写：“莫雄先生在大革命以后即靠拢我党。在党最困难的年代里，供给过不少情报，掩护过不少同志……。他在大革命和土地革命时期是有一定功劳的，为人有正义感……。”《莫雄回忆录》中写：

在司令部及专署内，一切事务主要由刘亚佛，项与年，卢志英等人负责。我虽然实际上处于不管事状态中，但我亦有很多机会与项与年等人见面谈心，与那些“陌生人”同样也有不少接触。这些革命同志对我都很尊重，他们生气勃勃，给人一种坚强勇锐的印象，与国民党政府人员的作风迥然不同。在司令部内与我经常在一起的卢志英同志，他给我的影响为最深。他体魄魁伟，器宇轩昂，煞是一副英伟的军人形象。我与他虽则素昧平生，但自他接受党的委派到我部任参谋长后，我与他大有相识恨晚之感。他非常尊重我，称我为“老前辈”，又说早闻我在军界中的“大名”。但深谈之后，我才知道，他渊博的知识其实并不局限于军事方面，古今中外，天文地理，他似乎无一不晓。在交谈中，我往往在自觉与不自觉之间，接受了他革命的启蒙教育。

他向我介绍了几个国家不同的政治制度，并热情地讴歌苏联的十月革命和以后的发展壮大。他讲中国以后要强大，就要走苏联的道路，推翻法西斯专制主义的蒋介石政权，建立一个民主的社会主义制度的国家。当他谈到这些时，总是眉飞色舞，其坚定的共产主义信念洋溢于眉宇之间。可惜这位优秀的革命志士，于解放前夕不幸被捕，在南京雨花台被蒋介石惨无人道地杀害了。自我到德安上任后，严希纯不时从上海来德安“作客”。每次来都找刘亚佛、卢志英、项与年等人去密谈。卢除了到德安外，还往来于南昌、南京之间，我司令部及专署内的共产党组织是秘密地直接受上海地下党领导的。

1934年12月1日，卢志英从江西德安紧急赶到南昌，与地下党联络点负责人邱吉夫、张育民接头，交待了有关事宜之后，便匆匆出发，打入了追剿中央红军的薛岳司令部。在贵阳找到地下党负责人林青，1935年1月两人一起赶赴遵义，向党中央汇报工作，并听取了遵义会议精神的传达。红军二渡赤水后，2月20日反攻遵义，在娄山关等地，大败黔军王家烈部，一举击败薛岳手下吴奇伟部两个师，情报奇准，取得桐梓大捷。1935年3月底，莫雄作为“剿共模范”调任贵州省毕节行政督察专员兼保安司，卢志英随任专署总务科科长、保安司令部参谋长，掩护长征红军通过贵州。3月10日三渡赤水之前的苟坝会议前，毛泽东获得了准确的敌情态势，坚决不同意进攻打鼓新场。1936年2月9日，促成红二、六军团兵不血刃进驻毕节城，得到了半个多月的休整，在毕节地区创建了中华苏维埃人民共和国川滇黔省革命委员会及县、区、乡各级红色政权和地方党组织，组建了贵州抗日救国军（爱国人士周素园先生任司令，邓止戈任参谋长）及90多个游击团、队，扩红5000多人。红军通过毕节后，蒋介石以“通共放敌”罪名逮捕莫雄，空运回南京羁押。卢育生奉命营救莫雄，到南京通过莫雄的家属请杨永泰、张发奎、陈诚等保释莫雄。
抗战暴发后，1937年底奉八路军驻上海办事处之命，到苏、锡、澄地区和阳澄湖畔发动群众，组织抗日力量，并联络国民党的武装和地方实力派。1938年2月奉命到上海开展工作，化名“周育生”在提篮桥监狱斜对面开了一家沪丰面包厂。还通过朋友郑世农在“大世界”等闹市区开设“大中华咖啡馆”、“唐拾义药厂”、西藏路144号“金龙三轮车制造厂”作为秘密联络点。结交了驻吴淞的日本海军司令保岛，配给沪丰面包厂4000包面粉，以生产、供应租界内杨树浦一带三四千名国际难民的面包。通过保岛为新四军采购药品、枪械。1939年秋，为新四军挺近江北打前站，卢志英撤离上海，化名周至堃，到苏中泰县拉起一支200余人的抗日武装。1940年10月10日，“鲁苏皖边区游击总指挥部直属纵队、鲁苏战区苏北游击指挥部第三纵队联合抗日司令部”（简称“联抗”）在曲塘成立，开明人士黄逸峰任司令，李俊民任副司令，周至堃（卢志英）任副司令兼参谋长，张孤梅任政治部主任。1941年2月，在陈毅、粟裕的统一指挥下，“联抗”参加了对投降日伪的李长江的讨伐。1941年7月20日，“联抗”在新四军军部直接指挥下，配合新四军三师黄克诚部参加了苏北盐城地区的反扫荡。1942年1月，新四军政委胡服派遣卢志英赴上海，以在外经商失利、回沪重操旧业为名，与夫人张育民一起开展情报和采购军需物资等工作，打入驻沪日本海军情报机关。后因在新四军遭人举报，被保岛礼送出境回到苏北抗日根据地。
第二次国共内战期间，受华中分局情报部部长扬帆派遣，在上海负责沪宁杭沿线的情报工作。打入上海国民党中统特务机关，被委任为沪东区室副主任，并与军统、美国陆军战略情报处建立关系。因卢志英情报系统内的骨干张莲舫出首，1947年3月2日在上海八仙桥青年会门口被中统逮捕，关押在亚尔培路2号中统局上海分部。同时或先后被捕的，连同伟达食品公司、大东食品公司和瑞聚成食品店内的工作关系和同情者、以及张育民、卢大容、张育民侄孙张军战约四十余人。卢志英受尽酷刑，上电椅、火烧、绞头、灌辣椒水、坐老虎凳，用打气筒往肛门里打气腹涨如鼓，跗骨受刑碎裂，小便中都是血。又转押苏州章仲巷1号的苏州反省院。1947年5月，中统把其妻张育民，儿子卢大容和侄孙张军战也一起押送苏州狱中。见面后，卢志英笑对张育民说：“是你来瞧我了。你还记得当年蒲城之事吗？要不是你当年从蒲城监狱救出了我，我早就为革命牺牲了！我能活到今天，全都是你给的呀！”卢志英在狱中每天规定时间教儿子、侄孙二人英文、数学。1947年10月被押解至南京宪兵司令部看守所。1948年12月底，卢志英通过墙壁上的窟窿对隔壁囚室的难友说：“刚才，他们突然下了我的镣铐，下镣铐，就是要执行了，看来凶多吉少。。。好在胜利在望，死也甘心！”1948年12月27日宪兵司令部别动队长潘立新召集了任宗炳、夏麟昆、卢仕尊等特工骨干，21点钟侦缉处副处长周剑心、特高组组长杨香及李侠等6人来到了宪兵队宣布即刻处决三名犯人。任宗炳、夏麟昆 、卢仕尊三人为一组负责处决卢志英，特高组六人分为二组分别处决陈子涛、骆何民。卢志英被带至值日官室，被勒住咽喉，将预先准备好的沾有氯仿的毛巾捂着被害人的嘴，任宗炳等摁住卢志英挣扎的双腿，10分钟后卢志英昏死过去，与陈子涛、骆何民被抬上天井内的卡车，运至中华门外雨花台宝林寺后山坡活埋。

## 身后
1950年6月上海市公安局逮捕了特工任宗炳。任宗炳指认了三烈士被活埋的地点及遇害经过。三具忠骸随即被护送至南京市中山南路的中国殡仪馆内，用白布裹成人形，穿上解放装。华东公安部通知卢志英的妻子张育民和儿子卢大容到雨花台辨认烈士的尸体，从三具尸体中通过牙齿认出了卢志英，因为卢志英的一颗门牙在苏州监狱刑讯被打掉了半截。陈毅、粟裕、刘晓等研究决定追认卢志英为烈士。中央人民政府颁发了第60号烈士证书，在雨花台修建卢志英烈士墓。1951年7月22日，上海各界举行隆重追悼会缅怀卢志英。1953年4月，张莲舫、任宗炳被人民政府镇压。1954年卢大容出版了《和爸爸一起坐牢的日子》一书，广为传播。

## 家人
- 夫人张育民（1895—1979年4月11日），女，原名玉簪，泾阳县姚坊乡官道村人。陕西省立第一女子师范学校、中山学院（中共陕甘区委主办）妇女运动班学习并任班长，1926年底加入中国共产党。1927年秋，中山学院的共产党员被镇压，张育民逃到蒲城，在县立小学教书。1928年到北大医学院妇产科专修科学习期间，1928年8月经组织同意与卢志英结婚。在北平从事学生运动。1933年秋由于叛徒出卖被捕入狱。出狱后调往上海成都路中共中央军委秘密机关“看家”。1934年被派遣随卢志英到江西南昌开办“女医师张育民西医诊所”为上海中央执行局军委丘吉夫负责与莫雄的秘密联络站。参与营救方志敏，通过探监秘密带出方志敏的珍贵手稿。抗战爆发后在上海开办“张育民诊所”为秘密联络点开展工作，为新四军筹集巨额活动经费。1949年后在上海纺织系统从事医务工作，被称为“革命的老妈妈”、著名的革命大姐。中央领导到上海多次接见她。
- 继女李冰伯：本名李明珠，陕西省咸阳市泾阳县册子乡官道村人氏，生于1916年。2011年10月在上海华东医院病逝。[11]
  - 丈夫周谷城：著名历史学家。
- 儿子卢大容（1938年-1992年12月15日）：9岁时随母亲被捕入狱。1950年代保送苏联留学。核材料专家。参与两弹一星研制。1980年代初任上海核电站办公室金属腐蚀工程师。1986年国家核安全局上海监督站成立，卢大容任站长，负责监督华东地区民用核设施特别是秦山核电站的核安全。[12]卢大容写了《记我的父母亲》
  - 夫人周环：核物理学家。参与两弹一星研制。[13]